# Profile Tracer
Der Profile Tracer war ein Instrument, das auf einem zweirädrigen Handwagen durchs Gelände bewegt wurde und mit dem die Topographie eines Geländes automatisch auf eine rotierende Trommel aufgezeichnet wurde. Damit sollten die vorher üblichen Teams von Landvermessern überflüssig werden.
Das Gerät wurde 1913 von Vannevar Bush, damals noch Student der Tufts University entwickelt. Der Profile Tracer wurde am 2. Februar 1912 unter der Veröffentlichungsnummer US1048649 A beim US-Patentamt als Patent registriert. Als Erfinder ist Vannevar Bush eingetragen.